# Villa Martha (Dresden)

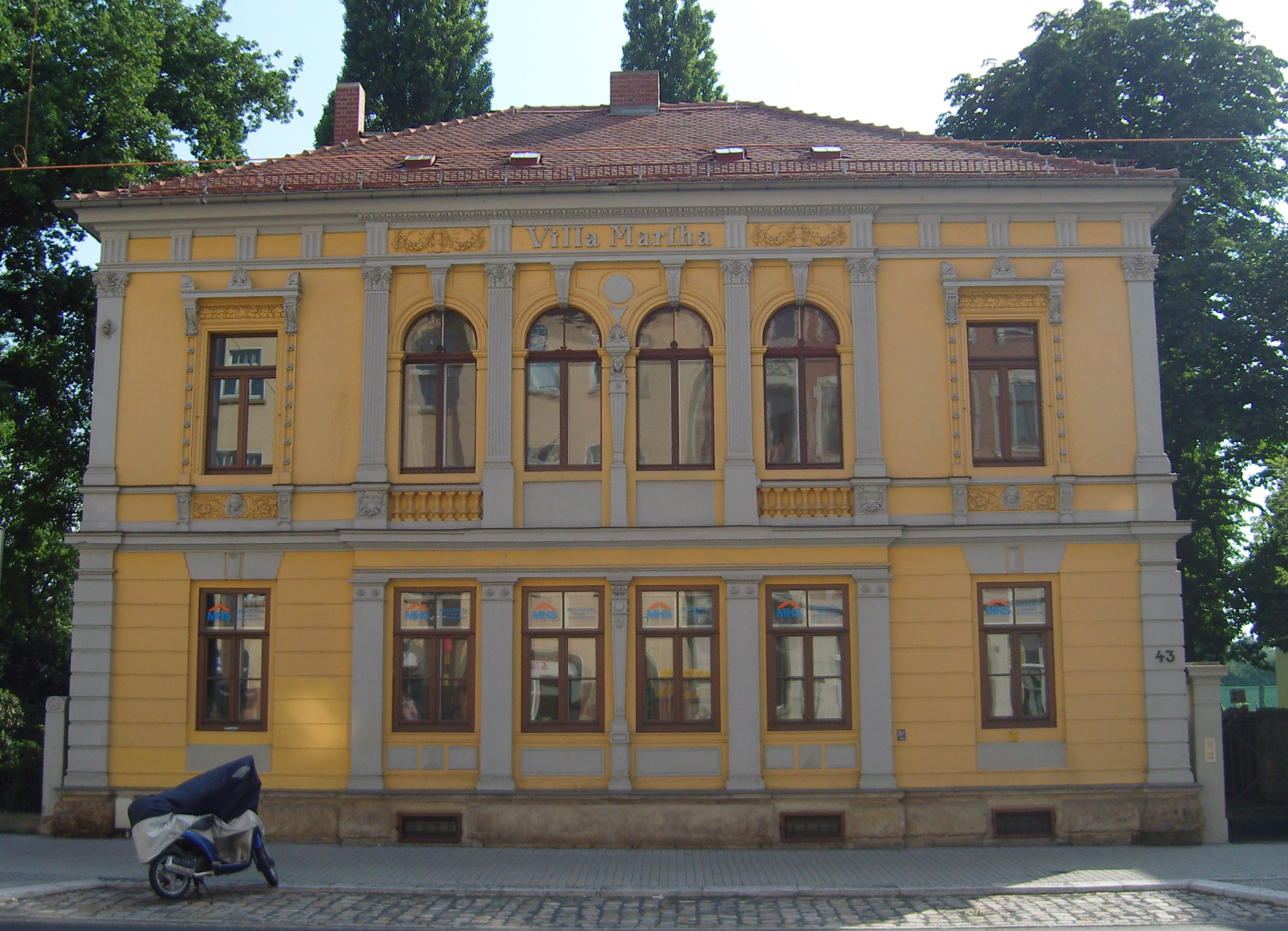
Villa Martha

Die Villa Martha ist eine repräsentative Villa im Stil der italienischen Neorenaissance im Dresdner Stadtteil Leipziger Vorstadt (Statistischer Stadtteil Pieschen-Süd), in der Leipziger Straße 43. Sie wurde 1871/1872 von den Lößnitz-Baumeistern Gebrüder Ziller für den Kammermusikus Alexander Richter errichtet, der sie im Parterre bewohnte. Die Ausbildung der Fassaden erinnert an den Dresdner Baumeister Gottfried Semper und erzeugt in dieser Gestaltung eine „palaisartige Wirkung“.

## Beschreibung
Die mitsamt Einfriedung unter Denkmalschutz stehende Villa wurde 1871/1872 in der ländlichen Leipziger Vorstadt auf der der Elbe zugewandten Straßenseite der Leipziger Straße als freistehendes Gebäude errichtet.
Der zweigeschossige Bau steht auf einem rechteckigen Sandsteinsockel, mit einem eher gedrungenen Erdgeschoss obenauf. Das Obergeschoss ist als Beletage angelegt, über dem sich ein durch Triglyphen gegliederter Kniestock befindet. Das Gebäude wird durch ein Walmdach abgeschlossen. Das Gebäude hat eine Größe von sechs zu vier symmetrischen Fensterachsen, wobei in der Seitenansicht von den vier Achsen nur die zwei mittleren durch Fenster dargestellt werden. In der rechten Seitenansicht ist das hintere Fenster als Tür ausgebildet, die durch eine kleine Freitreppe mit Geländer erschlossen wird. In der rückwärtigen Ansicht wird die Symmetrie aufgelöst vor allem durch die Eingangstür auf der linken Seite in ein Treppenhaus, dessen Fenster zu den anderen versetzt sind.
Die farbig angelegten, geputzten Fassadenflächen sind durch Pilaster beziehungsweise Eckquaderungen reich gegliedert und geschmückt. In der Hauptansicht werden die vier mittleren Fenster und in der Seitenansicht die beiden Fenster in der Mitte jeweils als flacher Risalit betont. Der Sockel, Gurt und Brüstung im Obergeschoss sowie der Kniestock werden durch Gesimse gegliedert.
Während alle anderen Fenster rechteckig sind, sind die in den jeweiligen Risaliten zusammengefassten Fenster der Beletage als Rundbogenfenster mit Schlusssteinen ausgebildet. Sie werden von Sockeln sowie von Pilastern mit Kanneluren und Kapitellen mit Voluten eingerahmt. Einige der Brüstungen zeigen kleine Balustraden aus Terrakotta. Die beiden äußeren Fenster im Obergeschoss haben ebenfalls Balustraden sowie gerade Verdachungen obendrüber, die mit Konsolen und Akroteren geschmückt sind.
Die Einfriedung besteht aus Eisengitter-Zaunfeldern zwischen Sandsteinsäulen.